# Hatem Ben Arfa
Hatem Ben Arfa (Clamart, Francia, 7 de marzo de 1987) es un exfutbolista francés. Se desempeñaba como delantero o volante ofensivo.
Desde sus inicios ha sido descrito como «uno de los jugadores con mayor talento de su generación», pero su falta de disciplina y algunas graves lesiones han impedido que llegase a ser una referencia tanto con la selección francesa como con un equipo estelar.

## Inicios
Nació en Clamart, al suroeste de un suburbio de París. Su padre es Kamel Ben Arfa, un exfutbolista internacional de Túnez. Kamel llegó a Francia en 1973. Se quedó a vivir en el asentamiento de Saint-Michel, Aisne, para trabajar en una fundición. Más tarde, se unió a un club local. Después, Hatem nació y Kamel descubrió que su hijo tenía interés en el fútbol desde los cinco años de edad y con la orientación del periodista deportivo y agente Michel Ouazin, comenzó su carrera como jugador de fútbol.

## Trayectoria

### Juventud
Empezó a jugar en el ASV Châtenay-Malabry. Después de dos años en el club, se trasladó a pocos kilómetros al norte y se unió al Montrouge CF 92. En 1998, se marchó al AC Boulogne-Billancourt. Al año siguiente, fue seleccionado para asistir a la academia de Clairefontaine. Allí fue el jugador con menor edad de su clase y fue parte del Clairefontaine-la, un documental que narra la vida de algunos de los mejores futbolistas jóvenes de Francia durante su estancia en la academia. En un episodio, apareció Hatem discutiendo con Abou Diaby. Entrenaba los días de diario con la academia y jugaba en el FC Versailles los fines de semana.

### Olympique de Lyon
A los 15 años y ya etiquetado como un chico prodigio, llegó al Olympique de Lyon, un club que acababa de ganar su primer campeonato de la Ligue 1. En agosto de 2004, después de pasar dos años en la Academia del Lyon, firmó su primer contrato profesional que le vincularía al club durante 3 años a pesar del interés de clubes como el Chelsea FC, Arsenal, Real Madrid o Ajax de Ámsterdam. Fue, junto a su gran amigo Karim Benzema, promocionado al Primer Equipo. Se le asignó el dorsal 34.
Hizo su debut profesional en el día del partido inaugural de la temporada 2004-05 contra el OGC Niza, entró como sustituto en el minuto 68. El Lyon ganó el partido por 1-0 tras un gol de Giovane Élber, unos minutos después de que Hatem entrara al campo. Después de estar unos pocos partidos como suplente, jugó su primer partido como inicial ante el Rennes FC el 11 de septiembre de 2004. Jugó 56 minutos. Marcó su primer gol como profesional dos meses después, el 10 de noviembre en un partido de la Coupe de la Ligue ante el Lille OSC, desde el punto de penalti en el tiempo extra para darle una ventaja de 2-1 al Lyon. Aun así, el Lille ganó por 3-2. Hizo su debut en la Liga de Campeones en un partido de la fase de grupos ante el Manchester United, entrando como sustituto de Sidney Govou.
La temporada siguiente, cambió el dorsal 34 por el 18. Jugó como inicial por primera vez en la Liga de Campeones en la victoria por 2-1 sobre el Rosenborg Ballklub. Asistió al Brasileño Fred para que marcara el gol de la victoria en los últimos minutos de partido. Marcó su primer gol de la temporada 2006-07 contra el CS Sedan justo antes del descanso. El Lyon ganó por 1-0.
Después de que Florent Malouda y Sylvain Wiltord dejaran el club, Alain Perrin prefirió la formación 4-3-3 y optó por poner a Hatem a la Izquierda en la temporada 2007-08. Se adaptó con rapidez a la posición y marcó su primer gol en la goleada 5-1 al FC Metz el 15 de septiembre, aunque su actuación se vio empañada por un triplete de Karim Benzema. Podría decirse que sus mejores actuaciones con la camisa del Lyon se produjeron en 12 días, durante los cuales jugó un partido de liga el 28 de octubre ante el PSG y uno de Liga de Campeones contra el VfB Stuttgart el 7 de noviembre. Anotó dos goles en cada partido. Después de la temporada, fue nombrado por la Unión Nacional de Futbolistas Profesionales (UNFP) como el Jugador Joven del Año.
A pesar de los rumores de una ruptura de su gran amistad entre él y Benzema, Hatem firmó una extensión de contrato con el Lyon en marzo de 2008 hasta 2010. Sin embargo, su carrera en Lyon llegó a un callejón sin salida después de pelearse con Sébastien Squillaci en un entrenamiento.

### Olympique de Marsella

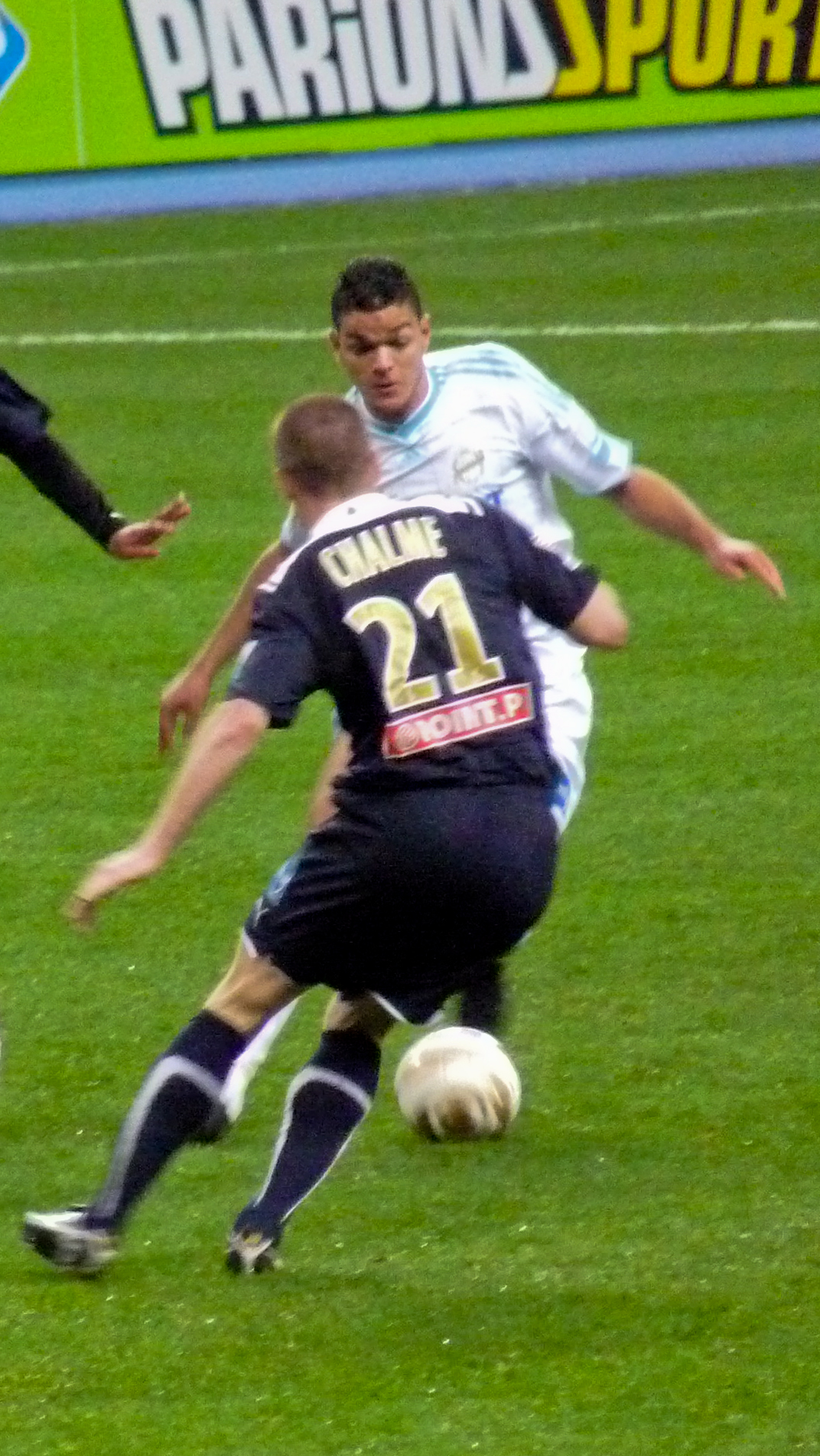
Jugando con el OM.

A pesar del interés de clubes como el Everton, Manchester United, Arsenal y Real Madrid, empezaron los rumores de que ficharía por el club rival del Lyon, el Olympique de Marsella. El 28 de junio de 2008, se confirmó que se rechazó una propuesta del Marsella. Sin embargo, Hatem confirmó al diario local La Provence el 29 de junio que había firmado por el club rival y que no se entrenaría para la pretemporada con el Lyon. La Provence informó posteriormente de que el jugador no asistió el entrenamiento el 30 de junio, lo que confirmó sus intenciones.
Ben Arfa se unió oficialmente al Marsella el 1 de julio de 2008 por 12 000 000 € tras el acuerdo alcanzado entre Marsella y Lyon, en una reunión organizada por la Ligue de Football Professionnel. Como resultado de los desacuerdos sobre la transferencia, en diciembre de 2008, Hatem le dijo a la prensa local que su exequipo carecía de clase y que no era un gran club. Fue presentado a los medios de comunicación y entrenó por primera vez con el club el mismo día. Se le asignó el dorsal 20. El 16 de julio, se volvió a pelear con un compañero como ya pasó en el Lyon. Esta vez, con el internacional francés Djibril Cissé. Cissé más tarde se marchó cedido al Sunderland AFC.
Hizo su debut en la jornada inaugural de la temporada con un empate a 4 con el Stade Rennais FC. Anotó su primer gol con Les marselleses en ese mismo partido. Continuó anotando, marcó 6 goles en sus primeros 11 partidos. Sin embargo, su reputación de controversia continuó acosándole cuando se vio involucrado en otro conflicto, esta vez con el camerunés Modeste M'bami durante el entrenamiento para el partido de Liga de Campeones contra el Liverpool FC. Los dos tuvieron que ser separados por Ronald Zubar. La polémica volvió a surgir después de que perdieran por 4-2 ante el PSG. Desató la ira de Eric Gerets. Hatem dijo que resultó herido, pero más tarde se disculpó por el incidente a los medios de comunicación y a Gerets. Anotó un gol en una victoria por 3-1 sobre Saint-Étienne.

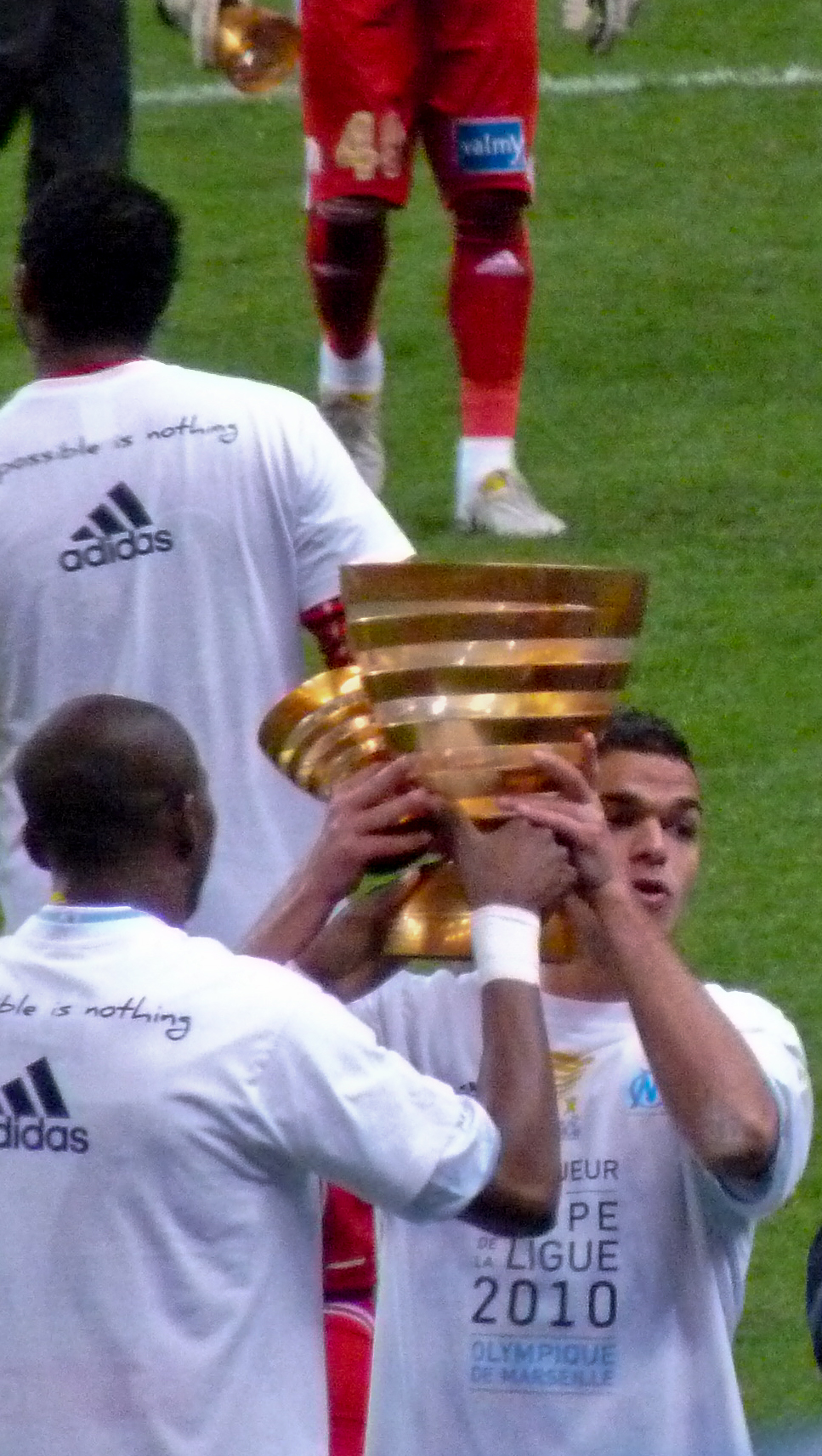
Hatem y Mamadou Niang con la Coupe de la Ligue.

Cambió el dorsal 20 por el 10 en la temporada 2009-10 e hizo su debut en la jornada inaugural en la victoria por 2-0 sobre el Grenoble Foot, donde entró como sustituto en el minuto 68. La semana siguiente, ganó su primer partido de la temporada contra el Lille OSC y asistió a Brandão para que hiciese el gol de la victoria. La polémica surgió de nuevo, cuando el Marsella multó con 10 000 € a Hatem por no asistir al entrenamiento el 8 de octubre de 2009. El jugador dijo que se retrasó por ir a visitar a sus familiares a Túnez. Un mes después, el 18 de noviembre, se enzarzó en una acalorada discusión con Didier Deschamps, durante un entrenamiento. Hatem se disculpó más tarde. Jugó 15 de 20 partidos de liga y solo jugó los 90 minutos de partido en dos encuentros.
La forma de jugar de Hatem durante la temporada 2010-11, se ganó los elogios tanto de Deschamps como de José Anigo. El 10 de enero de 2010, marcó su primer gol de la temporada contra el Trélissac en la Coupe de France. Fue fundamental en la victoria por 5-1 sobre el Valenciennes FC, con una asistencia de gol a Lucho González. Más tarde, marcó un gol en el partido de ida de la eliminatoria de la UEFA Europa League ante el club danés FC København. En el partido de vuelta en Marsella, Hatem volvió a marcar en el Minuto 43 de partido. El Marsella ganó el partido por 3-1 (6-2 en el global). El 27 de febrero, anotó en la victoria por 3-0 sobre el PSG. En el mes de febrero, fue nombrado Jugador del Mes de la UNFP. Su equipo ganó los cuatro partidos de la competición. El 7 de abril, marcó de penalti en la victoria por 3-0 sobre el FC Sochaux. La victoria colocó al club en la parte superior de la tabla y permanecieron allí durante el resto de la temporada. Lograron el título el 5 de mayo con un triunfo de 3-1 sobre Rennes. Hatem fue suplente en el partido.

### Newcastle United
El 9 de agosto de 2010, se anunció que sería cedido al Newcastle United por una temporada con opción de compra por parte del equipo inglés. El coste de la cesión fue de 1 200 000 €.
El 3 de octubre de 2010 se rompió la pierna debido a una durísima entrada de Nigel de Jong. Pasó la mayor parte en su ciudad natal de París y se recuperó en su Academia.
El 7 de enero de 2012 en un partido contra el Blackburn Rovers, regateó a 6 jugadores y remató con un fuerte disparo por encima del portero, este gol fue votado como uno de los 5 mejores goles del año. En un partido en 2012 contra el Bolton Wanderers, regateó a varios jugadores arrancando desde más atrás del medio campo y tocó a un costado del portero cuando este salía, para marcar un gol estilo Maradona. Su equipo ganó por 1 - 0, ese gol valió 3 puntos muy importantes en esa temporada.
El equipo acabó 5.º en la clasificación de la Premier League 2011-12, eso le sirvió para jugar la Europa League a la temporada siguiente, en la que consiguieron llegar a cuartos de final siendo eliminados por el Benfica, uno de los finalistas.

### Cesión al Hull City
El 2 de septiembre de 2014, Ben Arfa fue cedido en calidad de préstamo al Hull City por el resto de la temporada. Hizo su debut el 15 de septiembre, reemplazando a otro debutante, Abel Hernández, en los últimos 11 minutos del empate a 2 como locales frente al West Ham United. No obstante, en diciembre de 2014, Ben Arfa se fue de Inglaterra en forma inesperada, y el entrenador del Hull Steve Bruce luego admitió que no sabía donde estaba el jugador y que su carrera con el Hull parecía que había llegado a su fin.

### OGC Niza
El 3 de enero de 2015 se anunció que Ben Arfa sería cedido en calidad de préstamo al Olympique de Niza de la Ligue 1 francesa. Al día siguiente, Newcastle anunció que había cancelado formalmente el contrato de Ben Arfa, permitiéndose que el futbolista se una en forma definitiva al club francés, dónde terminaría haciendo una temporada de escándalo renaciendo como un árbol, la mejor de su carrera sin alguna duda, que le serviría incluso para regresar a la selección francesa y disputar 2 partidos de preparación para la Eurocopa 2016, aunque finalmente Didier Deschamps lo dejaría fuera de la lista de 23, para muchos una decisión de lo más injusta que podría ser motivo de los problemas personales que ambos tuvieron en el Olympique de Marsella.

### Paris Saint Germain
El 1 de julio de 2016, Ben Arfa llega al París Saint-Germain libre tras terminar su contrato con el OGC Niza.
En la temporada 2017-18, no ha jugado ningún partido, y ha entrenado varias veces con el equipo de reservas. No juega partido oficial con el PSG desde el 5 de abril del 2017, donde hizo un auténtico partidazo con dos goles y una asistencia para dar la victoria al equipo parisino en la Copa de Francia.

### Stade Rennais
El 2 de septiembre de 2018, Ben Arfa llegó al Stade Rennais libre tras terminar su contrato con el París Saint-Germain.
Comenzó la temporada marcando dos goles, tras estar casi un año y medio sin jugar, el primero fue el gol de la victoria por 2 a 1 frente al Jablonec checo en la Europa League, de penalti; y el segundo también fue un gol que definió un partido, esta vez en la Ligue 1 frente al AS Monaco, victoria por 2-1 donde Hatem marcó un gol de fuera del área para acabar con la mala racha del Rennes que llevaba varios partidos sin ganar.
Al finalizar la temporada el club decidió no renovarle el contrato y quedó libre.

### Real Valladolid
El 28 de enero de 2020 el Real Valladolid C. F. hizo oficial su fichaje hasta final de temporada.

### Regreso a Francia
Tras su breve experiencia en España, el 7 de octubre de ese mismo año firmó con el F. C. Girondins de Burdeos. Allí estuvo hasta final de temporada y entonces estuvo sin equipo unos meses, llegando en enero de 2022 al Lille O. S. C. después de firmar un contrato de seis meses.

## Selección nacional
Ha sido internacional con las categorías inferiores de la selección francesa. Empezó en la sub-16, con la que jugó 10 partidos y anotó 7 goles. Con la sub-17, jugó 17 partidos y anotó 11 goles. Con la sub-18, jugó 4 partidos pero no anotó ningún gol. Con la sub-19, jugó 6 partidos y anotó un único gol. Con la sub-21, jugó 4 partidos pero no anotó ningún gol como con la Sub-18. Ganó el Campeonato de Europa Sub-17 de la UEFA en 2004.
La selección tunecina ofreció a Hatem jugar en la absoluta y disputar la Copa Mundial de Fútbol de 2006, pero rechazó y esperó a que la francesa le hiciera la misma oferta. Finalmente, entró en la absoluta de Francia.
Entró en la lista preliminar para la Eurocopa 2008 pero no entró en la lista final. Lo mismo le pasó en la Copa Mundial de Fútbol de 2010. Disputó la Eurocopa 2012, pero Francia fue eliminada en los cuartos de final por España. Además Hatem no contó demasiado para su entrenador Didier Deschamps, con quien incluso, después de la eliminación, tuvo varios roces y fue apartado de la selección.

### Participaciones en Eurocopas
| Copa                    | Sede              | Resultado        |
| ----------------------- | ----------------- | ---------------- |
| Eurocopa Sub-17 de 2004 | Francia           | Campeón          |
| Eurocopa 2012           | Polonia y Ucrania | Cuartos de final |

## Estadísticas

### Clubes
Actualizado al último partido disputado el 2 de abril de 2022. Resaltadas temporadas en calidad de cesión.
| Olympique Lyonnais | 2004-05                         | 9   | -  | 1  | 1 | 4  | - | 14  | 1  | 0.07 |
| Olympique Lyonnais | 2005-06                         | 12  | -  | 1  | 1 | 1  | - | 14  | 1  | 0.07 |
| Olympique Lyonnais | 2006-07                         | 13  | 1  | 3  | - | 1  | - | 17  | 1  | 0.06 |
| Olympique Lyonnais | 2007-08                         | 30  | 6  | 5  | - | 8  | 2 | 43  | 8  | 0.18 |
| Total Olympique Lyonnais | Total Olympique Lyonnais        | 64  | 7  | 10 | 2 | 14 | 2 | 88  | 11 | 0.12 |
| Olympique de Marseille | 2008-09                         | 33  | 6  | 2  | - | 13 | 2 | 48  | 8  | 0.16 |
| Olympique de Marseille | 2009-10                         | 29  | 3  | 5  | 1 | 7  | 3 | 41  | 7  | 0.17 |
| Olympique de Marseille | 2010-11                         | 1   | -  | 1  | - | -  | - | 2   | 0  | 0    |
| Total Olympique de Marseille | Total Olympique de Marseille    | 63  | 9  | 8  | 1 | 20 | 5 | 91  | 15 | 0.16 |
| Newcastle United F. C. | 2010-11                         | 4   | 1  | -  | - | -  | - | 4   | 1  | 0.25 |
| Newcastle United F. C. | 2011-12                         | 26  | 5  | 4  | 1 | -  | - | 30  | 7  | 0.20 |
| Newcastle United F. C. | 2012-13                         | 19  | 4  | -  | - | 3  | - | 22  | 4  | 0.18 |
| Newcastle United F. C. | 2013-14                         | 27  | 3  | 3  | - | -  | - | 30  | 3  | 0.10 |
| Total Newcastle United F. C. | Total Newcastle United F. C.    | 76  | 13 | 7  | 1 | 3  | 0 | 86  | 14 | 0.16 |
| Hull City A. F. C. | 2014-15                         | 8   | -  | 1  | - | -  | - | 9   | 0  | 0    |
| O. G. C. Nice | 2015-16                         | 34  | 17 | 3  | 1 | -  | - | 37  | 18 | 0.48 |
| París Saint-Germain F. C. | 2016-17                         | 23  | -  | 6  | 4 | 3  | - | 32  | 4  | 0.13 |
| París Saint-Germain F. C. | 2017-18                         | 0   | -  | -  | - | -  | - | 0   | 0  | 0    |
| Total París Saint-Germain F. C. | Total París Saint-Germain F. C. | 23  | 0  | 6  | 4 | 3  | 0 | 32  | 4  | 0.13 |
| Stade Rennais F. C. | 2018-19                         | 26  | 7  | 6  | - | 9  | 2 | 41  | 9  | 0.22 |
| Real Valladolid C. F. | 2019-20                         | 5   | -  | -  | - | -  | - | 5   | 0  | 0    |
| F. C. Girondins de Burdeos | 2020-21                         | 24  | 2  | 1  | - | -  | - | 25  | 2  | 0.08 |
| Lille O. S. C. | 2021-22                         | 7   | -  | -  | - | 2  | - | 9   | 0  | 0    |
| Total carrera | Total carrera                   | 330 | 55 | 42 | 9 | 51 | 9 | 423 | 73 | 0.17 |
| (1) Incluye datos de Coupe de France, Coupe de la Ligue, Supercopa de Francia (2004-18) / FA Cup, EFL Cup (2011-14). (2) Incluye datos de Liga de Campeones (2004-17); Liga Europa (2008-19). (3) No incluye datos de partidos amistosos. |                                 |     |    |    |   |    |   |     |    |      |

### Selección nacional
| Selección             | Año                   | Amistoso | Amistoso | Clasificación | Clasificación | Mundial | Mundial | Eurocopa | Eurocopa | Confederaciones | Confederaciones | Total | Total |
| Selección             | Año                   | Part.    | Goles    | Part.         | Goles         | Part.   | Goles   | Part.    | Goles    | Part.           | Goles           | Part. | Goles |
| --------------------- | --------------------- | -------- | -------- | ------------- | ------------- | ------- | ------- | -------- | -------- | --------------- | --------------- | ----- | ----- |
| Francia               | 2007                  | 1        | 0        | 3             | 1             | -       | -       | -        | -        | -               | -               | 4     | 1     |
| Francia               | 2008                  | 3        | 0        | -             | -             | -       | -       | -        | -        | -               | -               | 3     | 0     |
| Francia               | 2009                  | 0        | 0        | -             | -             | -       | -       | -        | -        | -               | -               | 0     | 0     |
| Francia               | 2010                  | 1        | 1        | -             | -             | -       | -       | -        | -        | -               | -               | 1     | 1     |
| Francia               | 2011                  | 0        | 0        | -             | -             | -       | -       | -        | -        | -               | -               | 0     | 0     |
| Francia               | 2012                  | 3        | 0        | -             | -             | -       | -       | 2        | 0        | -               | -               | 5     | 0     |
| Francia               | 2013                  | 0        | 0        | -             | -             | -       | -       | -        | -        | -               | -               | 0     | 0     |
| Francia               | 2014                  | 0        | 0        | -             | -             | -       | -       | -        | -        | -               | -               | 0     | 0     |
| Francia               | 2015                  | 2        | 0        | -             | -             | -       | -       | -        | -        | -               | -               | 2     | 0     |
| Francia               | 2016                  | 0        | 0        | -             | -             | -       | -       | -        | -        | -               | -               | 0     | 0     |
| Total en la selección | Total en la selección | 10       | 1        | 3             | 1             | 0       | 0       | 2        | 0        | 0               | 0               | 15    | 2     |

## Palmarés

### Campeonatos nacionales
| Título               | Club                      | País    | Año     |
| -------------------- | ------------------------- | ------- | ------- |
| Supercopa de Francia | Olympique de Lyon         | Francia | 2003    |
| Supercopa de Francia | Olympique de Lyon         | Francia | 2004    |
| Ligue 1              | Olympique de Lyon         | Francia | 2004-05 |
| Supercopa de Francia | Olympique de Lyon         | Francia | 2005    |
| Ligue 1              | Olympique de Lyon         | Francia | 2005-06 |
| Supercopa de Francia | Olympique de Lyon         | Francia | 2006    |
| Ligue 1              | Olympique de Lyon         | Francia | 2006-07 |
| Supercopa de Francia | Olympique de Lyon         | Francia | 2007    |
| Ligue 1              | Olympique de Lyon         | Francia | 2007-08 |
| Copa de Francia      | Olympique de Lyon         | Francia | 2007-08 |
| Copa de la Liga      | Olympique de Marsella     | Francia | 2009-10 |
| Ligue 1              | Olympique de Marsella     | Francia | 2009-10 |
| Supercopa de Francia | Olympique de Marsella     | Francia | 2010    |
| Supercopa de Francia | París Saint-Germain F. C. | Francia | 2016    |
| Copa de la Liga      | París Saint-Germain F. C. | Francia | 2016-17 |
| Copa de Francia      | París Saint-Germain F. C. | Francia | 2016-17 |
| Copa de Francia      | Stade Rennais F. C.       | Francia | 2018-19 |

### Campeonatos internacionales
| Título          | Equipo (*)           | País    | Año  |
| --------------- | -------------------- | ------- | ---- |
| Eurocopa Sub-17 | Selección de Francia | Francia | 2004 |

(*) Incluye la selección.